# Zoeterstee
Zoeterstee (Frans: Le Doulieu) is een stad en gemeente in de Franse Westhoek, in het Franse Noorderdepartement (Frans: département du Nord). De gemeente telde op 1 januari 2022 1.445 inwoners.

## Geschiedenis
Zoeterstee werd voor het eerst vermeld in 1326 als Ter Zoeterstede. De Franstalige naam werd voor het eerst vermeld in 1374: à la chapelle dou Dous lieu.
Zoeterstee  was een heerlijkheid en bezit nog de restanten van een motte. Ook zijn er onderaardse gangen. Het middeleeuwse kasteel werd in de 2e helft van de 16e eeuw door de geuzen verwoest, en in 1600 werd het kasteel herbouwd in de stijl van de Vlaamse renaissance. In dit kasteel vestigde zich in 1800 een bende, bekendstaand als de chauffeurs of voetbranders, die deze methode gebruikten om hun slachtoffers de plaats van hun kostbaarheden te laten vertellen. Op last van Napoleon Bonaparte werd deze bende in 1801 opgerold en werd het kasteel verwoest.
De heer van Zoeterstee, Jean de Bailleul, kwam in 1415 om in de Slag bij Azincourt. De heerlijkheid was een enclave die pas in 1769 bij Frankrijk werd gevoegd. Het dorpje behoorde tot de gemeente Estaires en werd pas in 1913 een zelfstandige gemeente.

## Geografie
De oppervlakte van Zoeterstee bedroeg op 1 januari 2022 11,74 vierkante kilometer; de bevolkingsdichtheid was toen 123,1 inwoners per km².

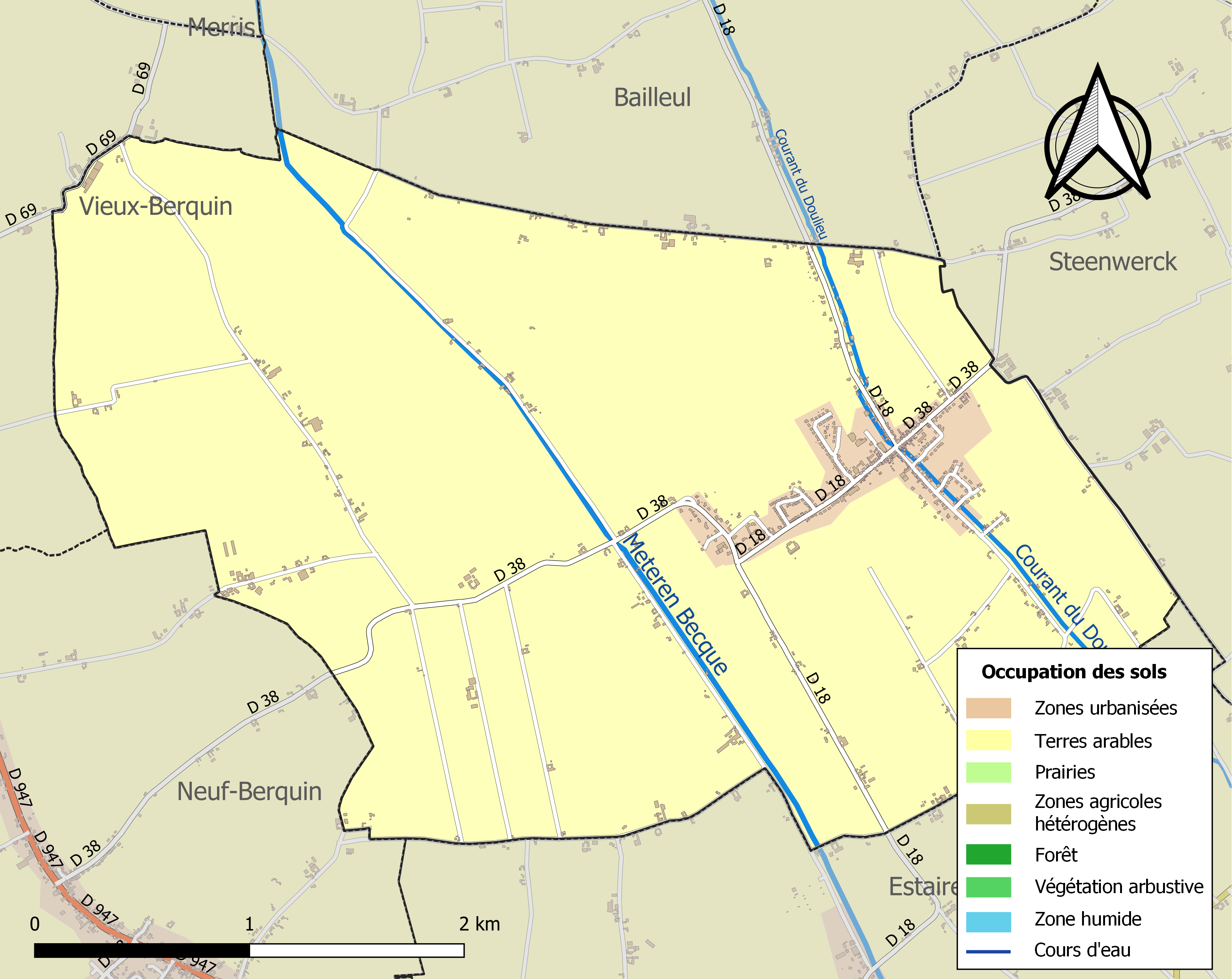
Kaart van de gemeente met belangrijkste infrastructuur, bodemgebruik en omliggende gemeenten

## Bezienswaardigheden
- De Onze-Lieve-Vrouw-Hemelvaartkerk (Église de l'Assomption), van na 1918, ontworpen door Louis Cordonnier. Het is een neoromaans bouwwerk met voorgebouwde toren.
- Op het Kerkhof van Zoeterstee bevindt zich een Brits oorlogsgraf uit de Tweede Wereldoorlog.
- Restant van de feodale motte.

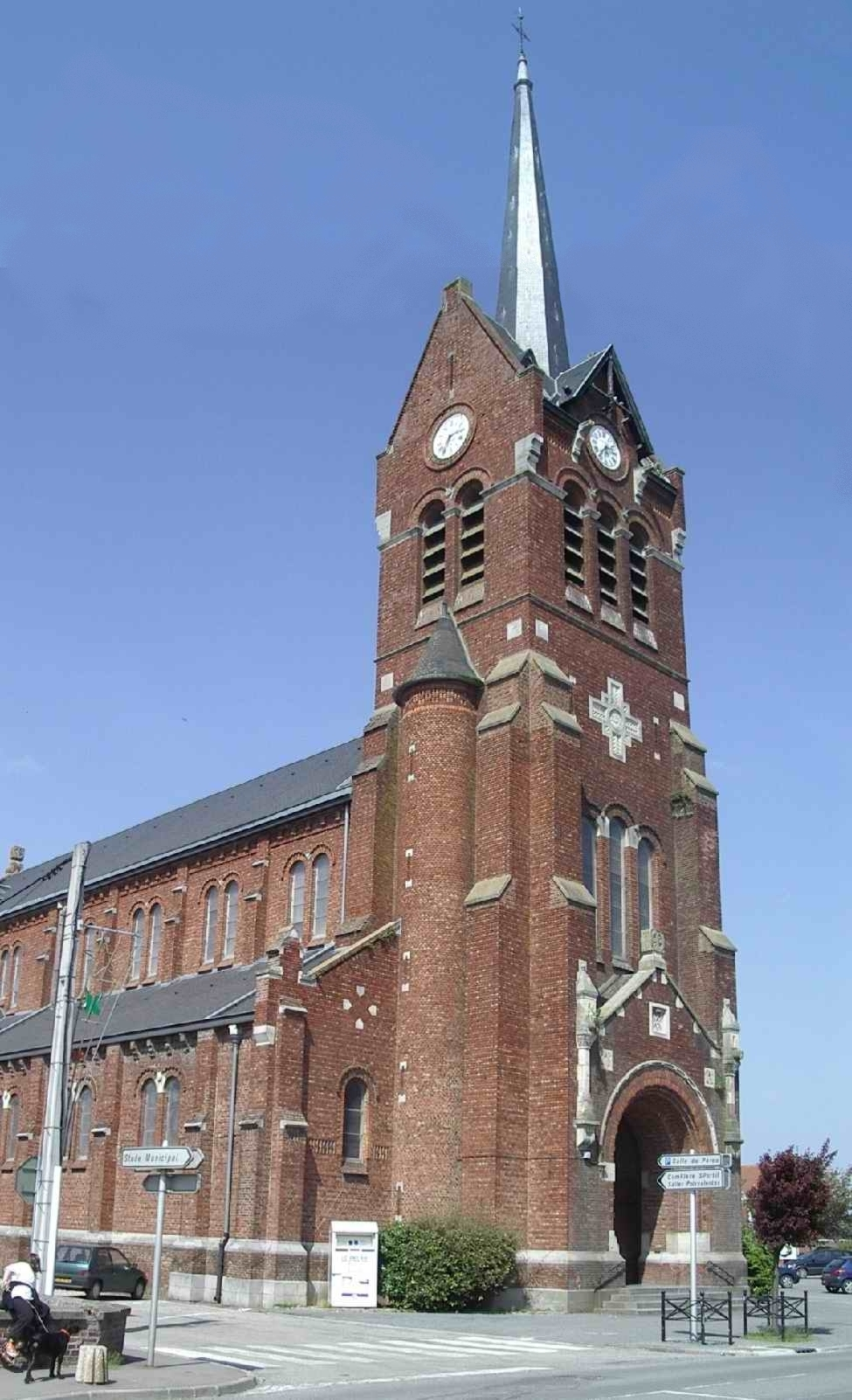
Onze-Lieve-Vrouw-Hemelvaartkerk
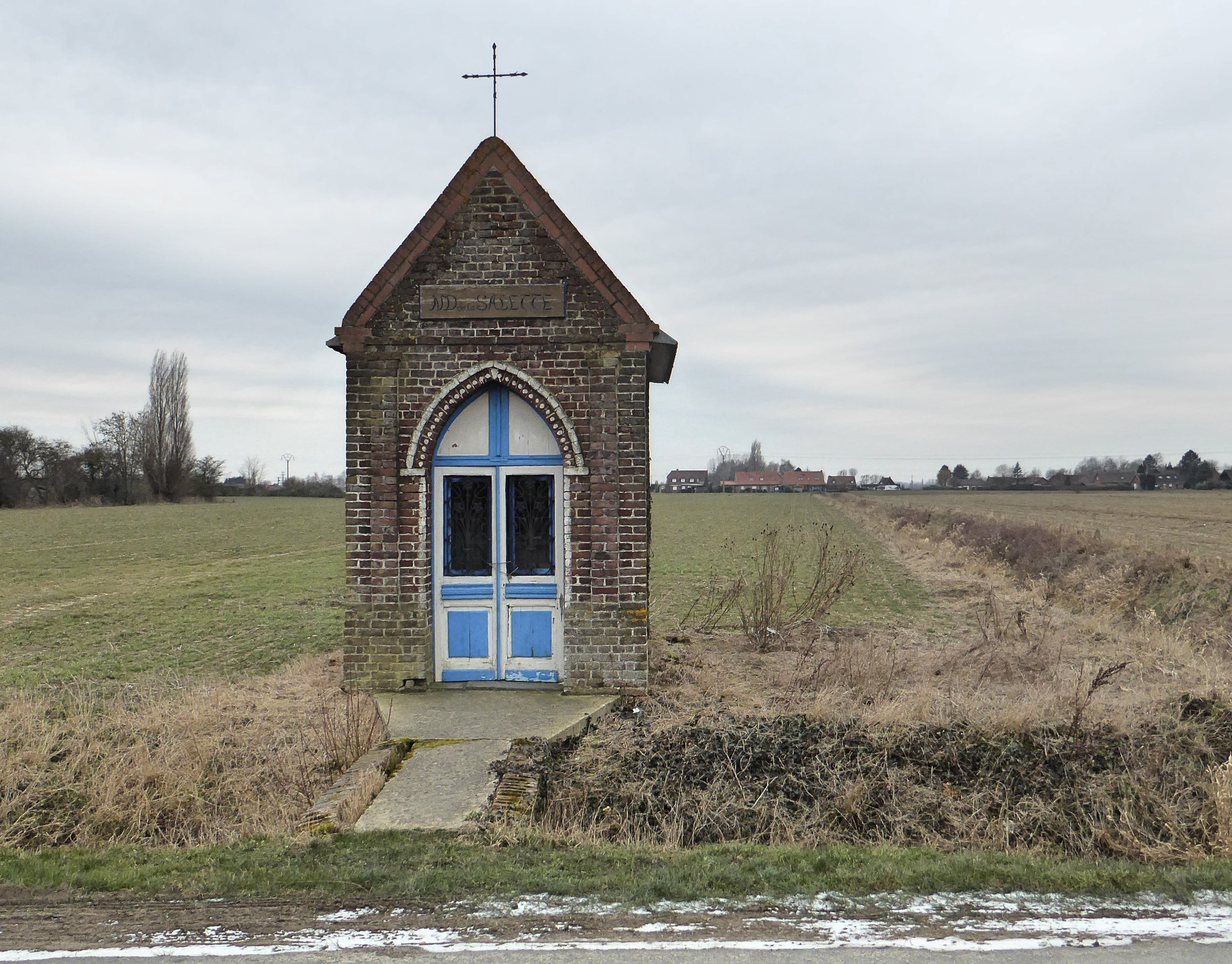
Kapel gewijd aan Onze-Lieve-Vrouw van La Salette van Doulieu
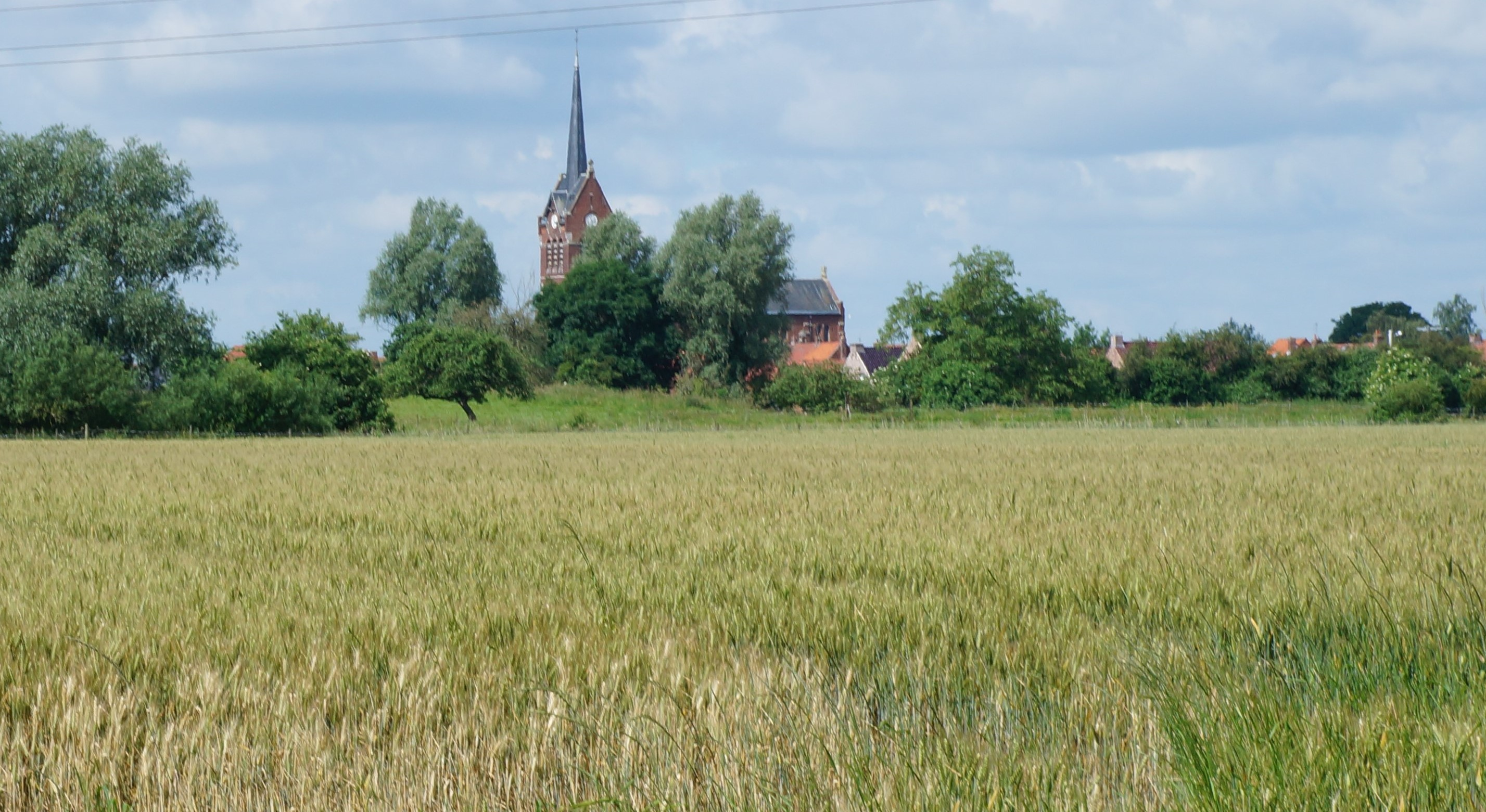
Restant van de feodale motte

## Natuur en landschap
Zoeterstee ligt in de vlakte van de Leie, op een hoogte van 15-19 meter.

## Demografie
Onderstaande figuur toont het verloop van het inwonertal (bron: INSEE-tellingen).

## Nabijgelegen kernen
Estaires, Neuf-Berquin, Le Steent'je, Steenwerk
Belle · Berten · Boeschepe · Borre · Eke · Godewaarsvelde · Hondegem · Kaaster · Kassel · Merris · Meteren · Niepkerke · Okselare · Oud-Berkijn · Pradeels · Sint-Janskappel · Sint-Mariakappel · Sint-Silvesterkappel · Stapel · Steenwerk · Strazele · Vleteren · Zoeterstee
Armboutskappel · Arneke · Bambeke · Bavinkhove · Belle · Berten · Bieren · Bissezele · Blaringem · Boeschepe · Boezegem · Bollezele · Borre · Bray-Dunes · Broekburg · Broekkerke · Broksele · Buisscheure · Drinkam · Duinkerke · Ebblingem · Eke · Ekelsbeke · Eringem · Gijvelde · Godewaarsvelde · La Gorgue · Grand-Fort-Philippe · Grevelingen · Groot-Sinten · Hardefoort · Haverskerke · Hazebroek · Herzele · Holke · Hondegem · Hondschote · Hooimille · Houtkerke · Kaaster · Kapelle · Kapellebroek · Kassel · Killem · Kraaiwijk · Krochte · Kwaadieper · Lederzele · Ledringem · Leffrinkhoeke · Linde · Loberge · Loon · Meregem · Merkegem · Merris · Meteren · Millam · Moerbeke · Niepkerke · Nieuw-Berkijn · Nieuw-Koudekerke · Nieuwerleet · Noordpene · Ochtezele · Okselare · Oostkappel · Oud-Berkijn · Oudezele · Pitgam · Pradeels · Rekspoede · Rubroek · Ruisscheure · Sint-Janskappel · Sint-Joris · Sint-Mariakappel · Sint-Momelijn · Sint-Pietersbroek · Sint-Silvesterkappel · Sint-Winoksbergen · Soks · Spijker · Stapel · Steenbeke · Steenvoorde · Steenwerk · Stegers · Stene · Strazele · Terdegem · Téteghem-Coudekerque-Village · Tienen · Uksem · Vleteren · Volkerinkhove · Waalskappel · Warrem · Waten · Wemaarskappel · Westkappel · Wilder · Winnezele · Wormhout · Wulverdinge · Zegerskappel · Zerkel · Zermezele · Zoeterstee · Zuidkote · Zuidpene